# Кенжетаев, Каукен Кенжетаевич
Каукен Кенжетаевич Кенжетаев (каз. Каукен Кенжетайұлы Кенжетаев; 25 апреля 1916, Баян-Аул, Российская империя — 15 марта 2008, Алма-Ата, Казахстан) — казахский советский актёр, певец, режиссёр театра и оперы. Народный артист Казахской ССР (1959).

## Биография
Родился 25 апреля 1916 года в селе Баянаул (ныне — Павлодарской области Казахстана) в семье крестьянина-скотовода. Являлся родным братом известного казахстанского режиссёра Шакена Айманова. Происходит из подрода айдабол рода суйиндык племени аргын.
В 1935—1941 годах учился в Казахской студии при Московской Государственной консерватории. С 1942 по 1946 годы работал в ансамбле песни и танца пограничников в Хабаровске. В 1950 году окончил вокальный факультет Алматинской консерватории. В 1946—1979 годы был солистом (баритоном) и режиссёром Казахского театра оперы и балета им. Абая. С 1979 года работал преподавателем и был заведующим кафедрой музыкальной комедии в Алматинском театрально-художественном институте.
Ушёл из жизни 15 марта 2008 года.

## Театральное творчество
В Казахском государственном академическом театре оперы и балета Каукеном Кенжетаевым было создано множество сценических образов, вошедших в золотой фонд оперного искусства Республики Казахстан. В театре он раскрыл весь свой талантливый режиссёрский потенциал, поставив оперы:
- «Амангельды» Е. Брусиловского;
- «Ер Таргын» Е. Брусиловского;
- «Кыз-Жибек» Е. Брусиловского;
- «Жалбыр» Е. Брусиловского;
- «Айсулу» С. Мухамеджанова;
- «Алпамыс» Е. Рахмадиева;
- «Пиковая дама» П. Чайковского и многие другие.

## Фильмография
- 1938 — Волга, Волга
- 1957 — Наш милый доктор — милиционер
- 1959 — Возвращение на землю[6]
- 1964 — Следы уходят за горизонт — отец
- 1965 — Чинара на скале («Айсулу», «Шыңдағы шынарда»)
- 1966 — Крылья песни — Нуртаза, дублировал Михаил Глузский
- 1967 — За нами Москва — Бауржан Момышулы, ветеран войны[7].
- 1967 — Звучи, там-там! — Керимбек
- 1968 — Путешествие в детство — Узакбай, дублировал Борис Кордунов
- 1969 — Песнь о Маншук — отец Маншук
- 1969 — У заставы «Красные камни» — дед
- 1970 — Кыз Жибек — Базарбай, дублировал Яков Беленький
- 1970 — Белый квадрат — Султан Сергалиевич
- 1974 — Родник
- 1974 — Степные раскаты
- 1975 — Храни свою звезду — отец
- 1977 — Однажды и на всю жизнь.
- 1977 — Последний год Беркута — Хоортай
- 1979 — Когда улетают казарки
- 1995 — Буранный полустанок

## Награды
- Народный артист Казахской ССР (1959)
- Орден Трудового Красного Знамени (3 января 1959) — за выдающиеся заслуги в развитии казахского искусства и литературы и в связи с декадой казахского искусства и литературы в гор. Москве
- Орден Октябрьской Революции (20 августа 1986)
- Орден Парасат (1996)
- Орден Отан

## Семья
- Отец — Кенжетай Айманов.
- Жена — Шабал Бейсекова (1919—1997), оперная певица, Народная артистка КазССР[8][9]. Познакомились 1936 году.
- Старшая дочь — Гайни Кенжетаева
- Младшая дочь — Баян Кенжетаева
- Братья — Абдукарим Айманов и Шакен Айманов (1914—1970).

## Память

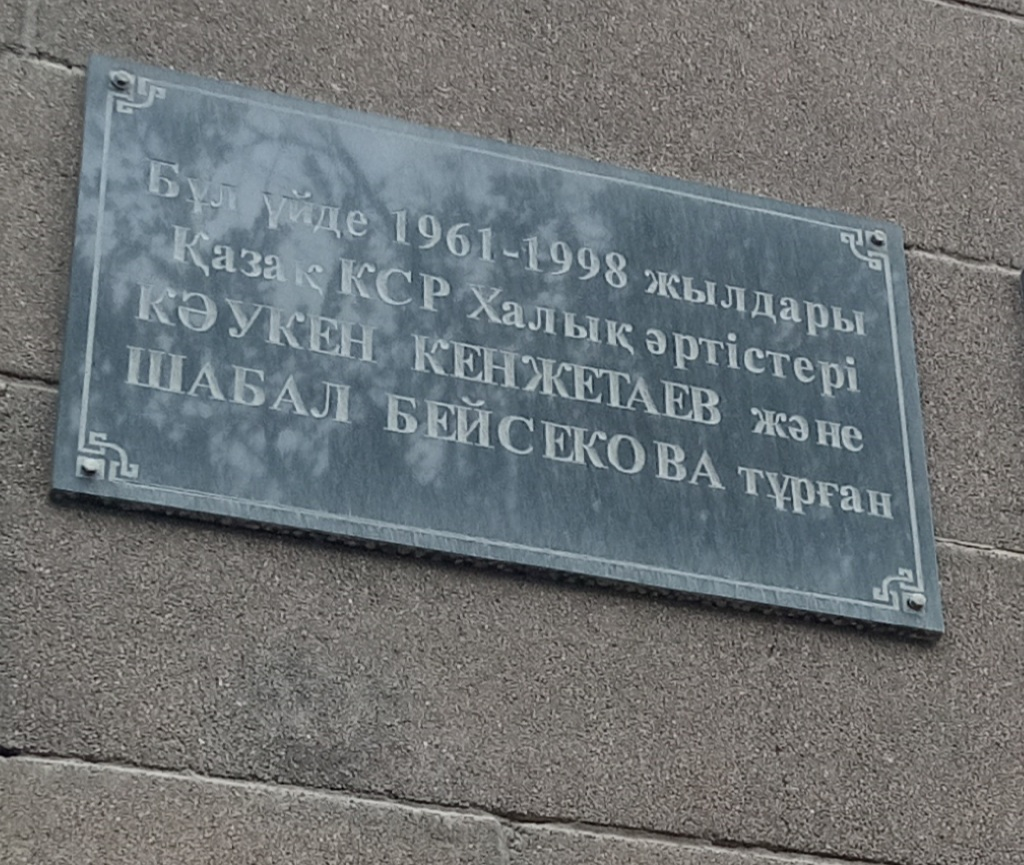
Мемориальная доска к дому где жили в 1961-1998 годах супружеские пары Каукен Кенжетай и Шабал Бейсек (улица Динмухаммеда Коная, 135)

В апреле 2016 года творческая общественность отметила 100-летие со дня рождения корифея музыкального театра Каукена Кенжетаева. Прошли юбилейные мероприятия. С 2017 года в Алматинском музыкальном колледже им. П. Чайковского проходит международный конкурс вокалистов имени Каукена Кенжетаева и Шабал Бейсековой Первый международный конкурс вокального искусства имени Каукена Кенжетаева и Шабал Бейсековой проходит в Алматы. Караван (газета) (27 февраля 2017). Дата обращения: 23 августа 2020..
В 2024 году, 25 октября, в честь празднования Дня Республики, в с. Мойылды (Павлодарская область) состоялось торжественное открытие Дома культуры, названного в честь известного земляка, народного артиста, режиссера Каукена Кенжетаева.